# SWV
SWV (скор. від Sisters With Voices) — американське жіноче вокальне ритм-н-блюзове тріо з Нью-Йорка. Гурт неодноразово номінувався на премію «Греммі».

## Історія
Всі три учасниці в дитинстві співали у церкві, де і навчилися багатоголосому гармонійному співу.
На демо-плівку, що записана гуртом, звернув увагу продюсер Тедді Райлі, якого іноді вважають батьком нью-джек-свінгу. Райлі сам був у минулому відомим виконавцем як учасник гурту «Guy», а до SWV зіграв важливу роль у становленні кар'єр гурту Jodeci та співачки Мері Джей Блайдж. Він став працювати з гуртом над їх першим альбомом.
Найуспішніший альбом групи — дебютний, «It’s About Time» (1992). З нього гурт видав в якості синглів серію хітів, які потрапили в першу десятку ритм-н-блюзового чарту «Білборда», і з якими гурт став одним з найпопулярніших urban R&B-гуртів 1990-х років. Сам же альбом за перший рік після виходу у світ став двічі платиновим.
Перший сингл, який предував випуску дебютного альбому, називався «Right Here» і вийшов восени 1992 року. Він потрапив на 13 місце в ритм-н-блюзовому чарті «Білборда», але по справжньому заявила про себе як про дуже комерційно успішний гурт на самому початку 1993 року — зі своїм другим синглом «I’m So Into You», який вийшов в грудні 1992 року і потрапив на друге місце ритм-н-блюзового чарту.

## Дискографія
Див. «SWV discography».

### Студійні альбоми
- 1992: It's About Time
- 1996: New Beginning
- 1997: Release Some Tension
- 2012: I Missed Us
- 2016: Still

### Збірки
- 1999: Greatest Hits (RCA)
- 1999: Greatest Hits (Simitar)
- 2001: Best of SWV
- 2003: Platinum & Gold Collection
- 2004: The Encore Collection
- 2011: S.O.U.L.

### Різдвяні випуски
- 1997: A Special Christmas

### EP's
- 1994: The Remixes
- 1999: 8 Unreleased Diamonds